# Шалювка
Шалювка (пол. Szalówka) — гірська річка в Польщі, у Горлицькому повіті Малопольського воєводства. Ліва притока Бесьнянки, (басейн Балтійського моря).

## Опис
Довжина річки 9,03 км, площа басейну водозбору 7,72  км², найкоротша відстань між витоком і гирлом — 7,26  км, коефіцієнт звивистості річки — 1,25 . Формується притокою та безіменними струмками.

## Розташування
Бере початок на північно-східних схилах Зеленої гори (690 м) на висоті 610 м у селі Бесьник (гміна Лужна). Тече переважно на північний захід через Шальову і у селі Лужна впадає у річку Бесьнянку, праву притоку Білої.

## Притоки
- Бесьник (права).

## Цікаві факти
- У селі Шальова річку перетинають автомобільна та залізниця. Крім цього над річкою проходить туристичний шлях (Шальова — Горлиці — Магура Маластовська — Ожинна).[2]